# Dorney Court
Dorney Court est un ancien manoir Tudor classé Grade I, datant d'environ 1440, situé dans le village de Dorney, Buckinghamshire, Angleterre. Il appartient et est habité par la famille Palmer.

## Histoire ancienne
Dorney Manor est enregistré dans le Domesday Book de 1086, comme ayant été détenu avant la conquête normande par Aldred, un homme du comte Morcar. En 1086, il fait partie des terres de Miles Crispin, et son locataire est un certain Ralf. De là, il passe successivement aux familles nommées Cave, Parker, Newnham, Paraunt, Carbonell, Scott, Restwold, Lytton, Bray et Hill. En 1542, James Hill vend Dorney à Sir William Garrard, plus tard Lord-maire de Londres, et ancêtre de la famille Palmer qui possède et occupe toujours Dorney Court aujourd'hui.

## Famille Palmer
Sir William Garrard, qui achète le manoir de Dorney à James Hill en 1542, est lord-maire de Londres en 1555. Il meurt en 1571 et est remplacé par son fils aîné, également appelé Sir William Garrard, qui meurt en 1607, laissant Dorney à sa femme Elizabeth, pour revenir à son fils et héritier Thomas à sa mort.
La fille de Sir William Garrard, Martha (décédée en 1617), épouse James Palmer (plus tard Sir James Palmer, fait chevalier en 1629), et Dorney Court est acquis par son mari en 1624. Cela fait suite à des disputes au sein de la famille Garrard sur la propriété, contre le frère de Martha, Thomas Garrard, qui s'est marié contre la volonté de son père.
Sir James Palmer (1585–1658), premier des Palmers de Dorney Court, est un fils cadet de Sir Thomas Palmer, baronnet, de Wingham, Kent. Il est gentilhomme de la chambre à coucher de Jacques Ier et de Charles Ier, chancelier de l'Ordre de la Jarretière (à partir de 1645), ami personnel de Charles II, et artiste et miniaturiste. Il est également conseiller de la collection royale et gouverneur des Royal Tapestry Works, Mortlake. Son portrait de Jacques Ier est dans la collection du Victoria & Albert Museum, son portrait du comte de Southampton est dans la collection Fitzwilliam, Cambridge et son portrait du comte de Northampton est dans la collection royale.
De Sir James, Dorney Court passe de père en fils en succession directe dans la famille Palmer jusqu'à nos jours. Son fils cadet est créé comte de Castlemaine mais son fils aîné hérite de Dorney (Sir Philip Palmer, 1615–1683). Le quatrième mais, à sa mort, le fils aîné de Sir Philip est Charles Palmer de Dorney (1651–1714).
Le fils de Charles Palmer hérite d'un titre de baronnet précédemment détenu par la branche aînée de la famille, les Palmers de Wingham dans le Kent. Il devient donc en 1723 Sir Charles Palmer, 5e baronnet, de Dorney. Son propre fils, également appelé Charles Palmer, meurt avant lui, et c'est ainsi qu'il est remplacé à sa mort par son petit-fils, Sir Charles Harcourt Palmer, 6e baronnet, de Dorney.
Sir Charles Harcourt Palmer de Dorney, 6e et dernier baronnet, a un certain nombre d'enfants de sa cousine, mais aucun mariage n'a été prouvé, et donc les enfants sont illégitimes et le titre s'éteint à sa mort en 1838. Dorney Court, cependant, reste au sein de la famille Palmer.
Dorney Court reste la maison familiale de la famille Palmer mais est ouverte aux visiteurs.

## Bâtiment
À première vue, le bâtiment semble être entièrement médiéval, mais en fait, une partie de l'extérieur est une reconstruction victorienne. Le remodelage de la maison est entrepris à la fin du XIXe siècle et les briques d'origine sont restaurées sur la façade avant de la maison. L'aménagement intérieur est peu modifié depuis 1500. La partie la plus ancienne est le salon lambrissé, qui contient de très beaux exemples de meubles anciens. La grande salle contient de nombreux portraits de famille et contient des panneaux de plis de lin apportés de l'abbaye de Faversham dans le Kent; dans le passé, il est utilisé pour tenir la cour du manoir, et c'est toujours le site de la réunion annuelle des roturiers.
Susan Cooper, qui a grandi dans le village, utilise Dorney Court (comme Manor) dans la série fantastique pour enfants The Dark Is Rising.
La maison est ouverte au public depuis 1981. Elle figure dans de nombreux films et programmes télévisés, tels que Hogfather et The Colour of Magic (Death's Domain), Midsomer Murders, les épisodes d'Agatha Christie d' ITV Poirot "The Adventure of the Western Star" et " Sad Cypress ", 24 : Vivre un autre jour, Portes coulissantes, Zombies, Orgueil et préjugés, Le Nouveau Monde, Tout est vrai et Bridgerton,.